# Oscar Luigi Scalfaro

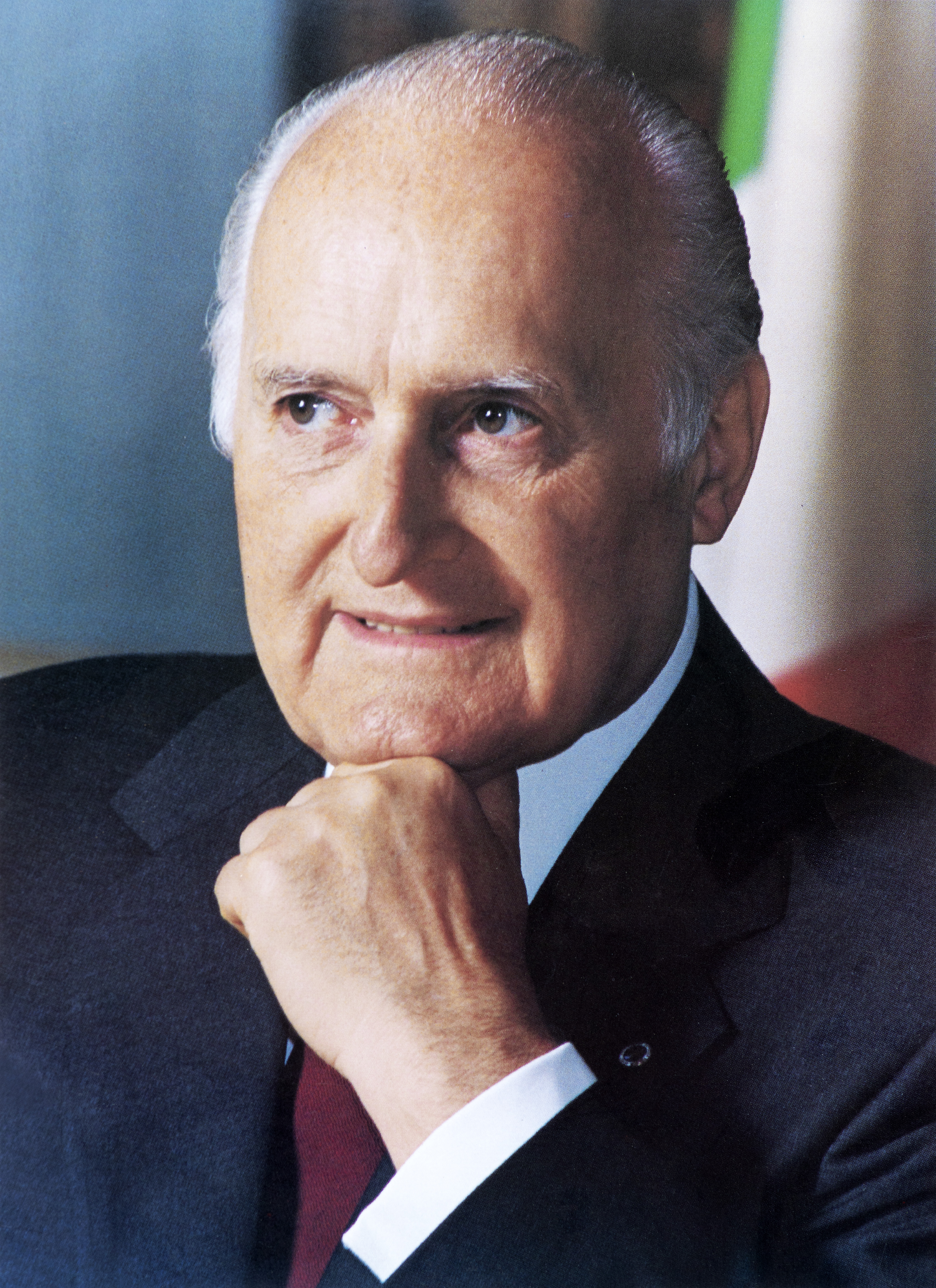
Oscar Luigi Scalfaro

Oscar Luigi Scalfaro (* 9. September 1918 in Novara, Provinz Novara; † 29. Januar 2012 in Rom) war ein italienischer Politiker und Mitglied der Democrazia Cristiana (DC). Von 1992 bis 1999 war er Präsident der Italienischen Republik.

## Karriere
Scalfaro absolvierte ein Studium der Rechtswissenschaften an der Katholischen Universität Mailand und arbeitete anschließend als Richter. Der praktizierende Katholik war schon in jungen Jahren in christlichen Laienorganisationen aktiv und half im Zweiten Weltkrieg inhaftierten Antifaschisten und deren Familienangehörigen.
Bereits 1946 wurde er zum Abgeordneten der Verfassunggebenden Versammlung gewählt und vertrat danach bis 1992 Piemont in der Abgeordnetenkammer, dem Unterhaus des italienischen Parlaments. 1954 wurde er erstmals Staatssekretär im Arbeits-, später im Verkehrs- und im Bildungsministerium. Von 1966 bis 1968 amtierte er als Verkehrsminister unter Ministerpräsident Aldo Moro. Nach der Amtszeit als Vizepräsident der Abgeordnetenkammer von 1976 bis 1983 wurde er von 1983 bis 1987 im Kabinett von Bettino Craxi Innenminister. Als dieser 1987 von seinem Amt als Ministerpräsident zurücktrat, wurde Scalfaro zwar mit der Bildung einer neuen Regierung beauftragt, scheiterte jedoch dabei.
Nach der Parlamentswahl vom 5. und 6. April 1992 wurde er zum Präsidenten der Abgeordnetenkammer gewählt. Anderthalb Monate später, am 25. Mai 1992, wurde Scalfaro im 16. Wahlgang mit einer Mehrheit von 672 Stimmen zum Präsidenten der Republik gewählt. Als solcher löste er seinen Parteifreund Francesco Cossiga ab, der am 28. April 1992 und somit sechs Wochen vor Ablauf der regulären Amtszeit zurückgetreten war. Während seiner Amtszeit appellierte Präsident Scalfaro an die Bevölkerung, gegen das organisierte Verbrechen eine neue Widerstandsbewegung (Resistenza) zu bilden. Die Amtszeit Scalfaros endete 1999. Sein Nachfolger wurde Carlo Azeglio Ciampi.
Scalfaro war seit 1999 Mitglied auf Lebenszeit im italienischen Senat.

## Sonstiges
Scalfaro führte als Staatspräsident folgende offizielle Auslandsreisen durch:
- 1992: Spanien, Deutschland, Vatikanstadt, Vereinigtes Königreich, Albanien
- 1993: Frankreich, Österreich, Belgien, Vatikanstadt, Portugal, Rumänien und Bulgarien, Belgien, Finnland, Dänemark, Luxemburg und Frankreich, Tunesien
- 1994: Österreich, Griechenland, Vatikanstadt, Slowakei
- 1995: Indien, Tschechien, Türkei, Irland, Schweiz, Vereinigtes Königreich und Frankreich und Russland, Ungarn, Vatikanstadt, Brasilien und Venezuela, Argentinien und Chile und Uruguay, Deutschland, Israel, Malta, Niederlande
- 1996: Frankreich, Bosnien und Herzegowina, Portugal, Mexiko und Vereinigte Staaten, Albanien, Polen, Spanien, Bosnien und Herzegowina, Schweiz, Ukraine, Vatikanstadt, Ägypten, Ungarn, Bosnien-Herzegowina
- 1997: Mazedonien, Vatikanstadt, Marokko, Deutschland, Usbekistan und Kasachstan, Litauen und Lettland und Estland, Slowenien, Norwegen und Island und Kanada, Slowenien, Saudi-Arabien, Indien, Bulgarien, Libanon, Vatikanstadt, Äthiopien und Eritrea, Kroatien
- 1998: Slowakei, Slowenien, Belgien, Rumänien, Japan, Schweden, Vereinigtes Königreich, Schweiz, Volksrepublik China, Bosnien-Herzegowina, Deutschland, Spanien (privat) und Portugal, Vatikanstadt, Deutschland, Australien (mit Zwischenaufenthalten in  Singapur und Thailand)
- 1999: Ukraine, Jordanien, Vatikanstadt, Bosnien-Herzegowina, Albanien, Mazedonien

Er besuchte auch das Völkerrechtssubjekt Souveräner Malteserorden mit Sitz in Rom.